# エルフ語
エルフ語（エルフご）は、ファンタジーに登場する伝説の種族であるエルフが使うものとされている架空の言語。
エルフが登場する様々なフィクションに登場するが、特に有名なのは『指輪物語』の著者J・R・R・トールキンの作ったエルフ語である。彼は実際にいくつかの人工言語をエルフ語として作成した。

## 中つ国のエルフ語
以下に挙げる言語は、J・R・R・トールキンが『指輪物語』に使ったもので、基本構造の多くは古ケルト語等に準じる。物語の舞台となる中つ国世界でエルフが用いる。
- クウェンヤ（Quenya上のエルフの言葉）　→西の果てヴァリノール（至福の地アマン）での公用語。上古の時代に中つ国では禁止され、一部の上のエルフしか使わない。(ISO 639-3 qya : Quenya）作品の主な舞台となる中つ国第三期末では高尚な教養言語として儀礼や挨拶、命名に使われる程度であり、いわばエルフのラテン語である。
- シンダール語（Sindarin灰色エルフ語）　→中つ国の灰色エルフ族の言葉。(ISO 639-3 sjn : Sindarin）中つ国のエルフ達の常用語であり、人間の共通語にも多くの影響を与えた。映画版におけるエルフ語の会話も主にこのシンダール語である。

また、トールキンはこれらの言語のために、テングワールやキアスといった文字を作った。

### 特に注意すべき発音の規則
- c は常に[k]に発音され[s]音になることはない。
- ch はスコットランド語の loch 、ドイツ語の buch に同じ口蓋摩擦音の[x]。Imlach →イムラハ。
- hy は hew のような音[hj]。
- dh は these のth[ð]。Aredhel → アレゼル。
- f は語尾では[v]音でそれ以外では[f]。 Nindalf →ニンダルヴ。
- ht クウェンヤでは[çt]
- i はシンダール語で語頭で他の母音と用いられるとき[j]音。Iarwain →ヤールワイン。
- ph は[f]音。alph →アルフ。
- qu は [kw]音。
- th は thank のth[θ]。
- ty は tune の[tj]。
- hw は white のwh[hw]。
- er, ir, ur は語尾または子音の前にくる場合、英語のair[ɛə], eer[ɪə], oor[ʊə]のように発音される。Caranthir →カランシア。
- yはクウェンヤでは子音、シンダール語では母音である（フランス語のu[y]）。
- 鋭アクセント記号は長音、シンダール語では曲アクセント記号は特に長い音を示す。
- 子音の連続は二重の子音。ただし最近はttとssとkkは促音として、llやnnやrrは子音を二重に翻訳されている。

他はローマ字読みしても、だいたい変わりない。
トールキンのその他の言語は、以上のように読んでほとんど変わりない。ただし、
- kはcと同音。単に異国語であることを示す。
- 曲アクセント記号は特に意味がない。
このことばに対し、曲アクセント自体無意味なのか、鋭アクセント記号と何ら変わらないという意味なのか解釈の分かれるところであるが、最近は後者が正しいとされている。
- ドワーフ語ではthとかkhは単独の子音を示すのではなく、それぞれt+h、k+hの音で発音された。

## その他のエルフ語

### ダンジョンズ&ドラゴンズのエルフ語
ダンジョンズ&ドラゴンズの設定内の世界に登場する各種族の言語としてエルフ語がある。共通語、ドワーフ語、ゴブリン語などと同様に別の種類の言語として扱われ、キャラクター作成時のINTの数値+1ごとに覚えられる言語が増える。
エルフ語も他の共通語などの設定言語と同様互換性がなく、エルフ語を知らない状態で他の言語を覚えていても会話が困難、とされている。

### フォーセリアのエルフ語
TRPGから展開した日本のファンタジー作品／ゲームであるロードス島戦記・ソードワールド・クリスタニア等の舞台となっているフォーセリア世界においても、やはりエルフやダークエルフがエルフ語を用いている。ただし、文法や文字の明確な設定はなく、物語の小道具程度の設定しか存在しない。作品中の描写から得られる情報は以下の通りである。
- 人間にはまるで歌を歌っているかのように聞こえ、ほとんどの人は意味を理解できない、とされている。
- 幾つかの単語が登場する。濁音を含む単語は良くない意味で使用される。例：「醜い」→「バーク」